# 912 Maritima
912 Maritima је астероид главног астероидног појаса. Приближан пречник астероида је 83,17 , 
а средња удаљеност астероида од Сунца износи 3,140 астрономских јединица (АЈ). 
Инклинација (нагиб) орбите у односу на раван еклиптике је 18,269 степени, а орбитални период износи 2033,149 дана (5,566 година). Ексцентрицитет орбите астероида износи 0,177. 
Апсолутна магнитуда астероида износи 8,40 а геометријски албедо 0,111.
Астероид је откривен 27. априла 1919. године.